# 奧斯特山 (薩爾茲卡默古特山脈)
47°40′23″N 13°21′48″E / 47.673137°N 13.363208°E

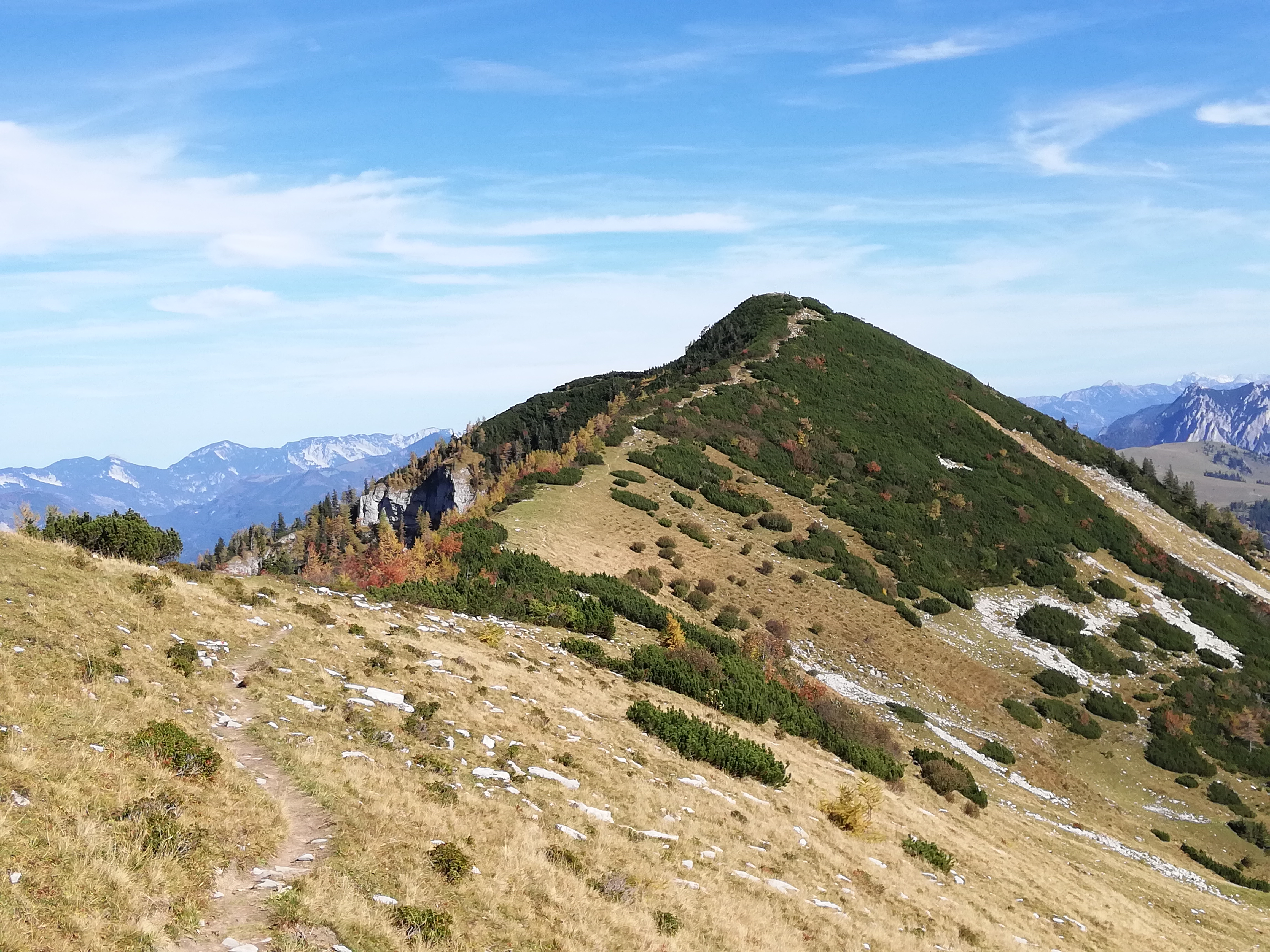

奧斯特山（德語：Osterhorn），是奧地利的山峰，位於該國中部，由薩爾茨堡州負責管轄，屬於薩爾茲卡默古特山脈的一部分，海拔高度1,748米，每年平均降雨量1,894毫米。